# Taxi en France
 (janvier 2013).
Si vous disposez d'ouvrages ou d'articles de référence ou si vous connaissez des sites web de qualité traitant du thème abordé ici, merci de compléter l'article en donnant les références utiles à sa vérifiabilité et en les liant à la section « Notes et références ».

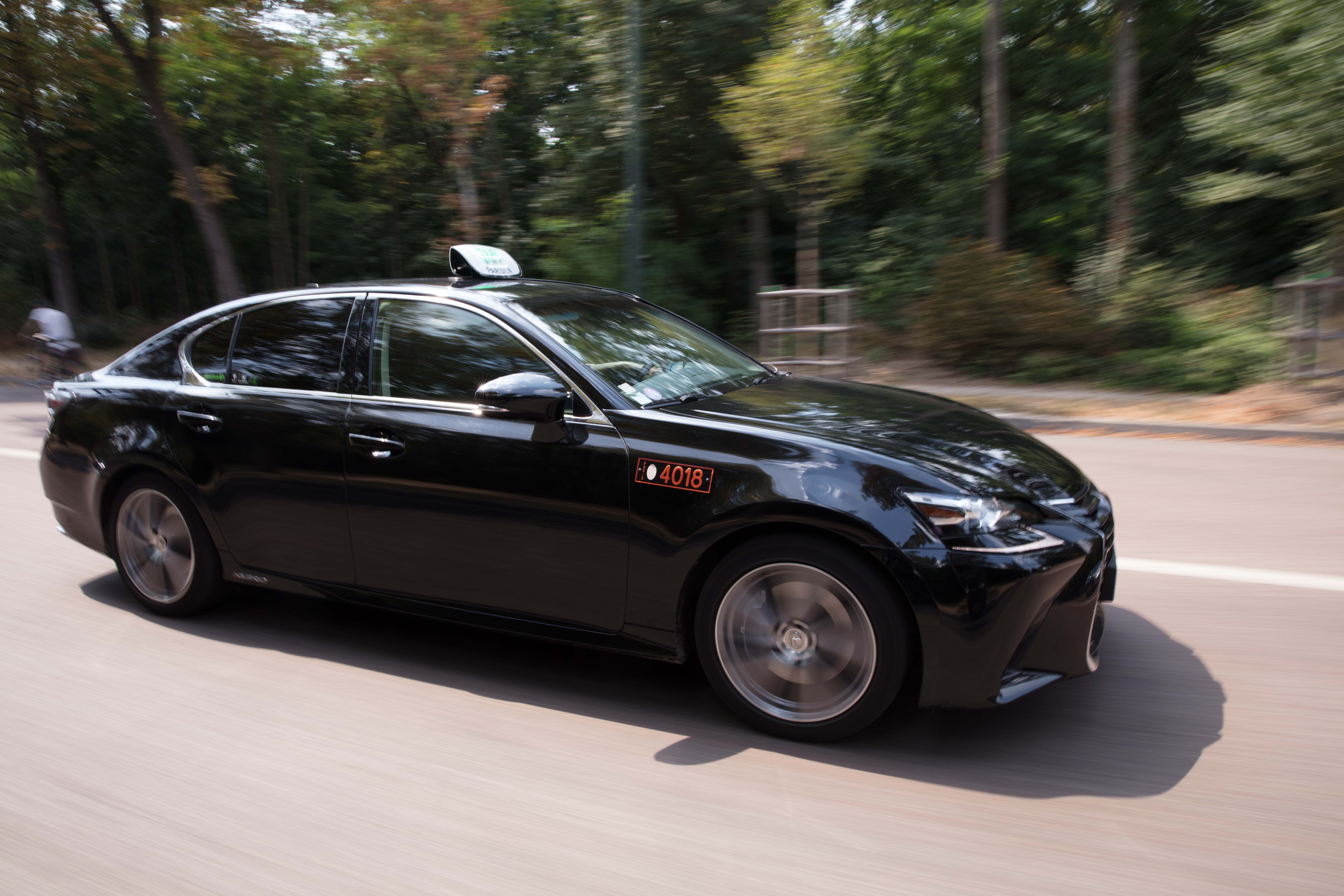
Taxi en France

L'exercice de la profession de taxi en France est strictement règlementée et sous la tutelle du ministère de la Transition écologique, chargé des Transports. Il y a 60 000 taxis autorisés en France au 1er mai 2008, dont 18500 en région parisienne. Les chauffeurs sont une majorité d'artisans et de salariés de groupes privés (il y a en moyenne 1,47 licence par propriétaire). 
Les taxis français n'ont pas d'obligation de couleur. Le principal signe distinctif est un signal lumineux posé sur le toit portant la mention « TAXI », de couleur verte s'il est libre ou rouge s'il est pris, ainsi qu'un compteur horokilométrique homologué, dit « taximètre », une plaque scellée au véhicule et, depuis le 31 décembre 2011, une imprimante permettant l'édition automatisée de la note.

## Fonction et utilité sociale
En France, le taxi est l'héritier de quatre siècles d'évolutions[réf. nécessaire]. Cet historique lui accorde une place particulière dans la culture nationale[réf. nécessaire], notamment à Paris. La mission de mobilité des taxis est un élément important pour les grandes métropoles : multimodalité[Quoi ?] et liaison avec les hubs (gares/aéroport), par exemple. Un tiers des passagers débarquant ou en partance des aéroports parisiens d’Orly ou de Roissy Charles de Gaulle est pris en charge par un taxi ; vocation d'assistance aux plus fragiles (personnes âgées, familles, malades, personnes à mobilité réduite…) ; renforcement de l’attractivité économique en facilitant les déplacements d’affaires.

## Historique

### XVIIesiècle
En 1637, le premier service de voitures à disposition des clients apparaît[réf. nécessaire]. Il faut attendre vingt années pour voir la première réglementation de la profession. En 1657, le roi Louis XIV délivre 600 autorisations de voitures de louage dans la capitale par ordonnance royale. Il attribue ainsi un numéro à chaque voiture de louage et instaure un règlement : la voiture doit être gardée en bon état, les cochers ne doivent jamais avoir été condamnés par la justice et ne peuvent attribuer leur voiture à un tiers ni refuser de prendre un client souhaitant aller dans un rayon de cinq lieues de la capitale.
En 1666, les premiers tarifs sont fixés, uniquement en fonction de la durée des trajets. La province se voit accorder par Louis XIV plusieurs autorisations de voitures de louage cette année-là.

### XVIIIesiècle
La réglementation des voitures de louage évolue peu pendant plus d’un siècle alors même que le nombre de fiacres augmente. En 1779, ils sont 1 800 à exercer dans la capitale qui compte alors 600 000 habitants. Les accidents sont alors monnaie courante et le matériel se dégrade significativement. À tel point que Louis XVI céde à Nicolas Perreau une concession de fiacres parisiens. Celui-ci réduit aussitôt le nombre de fiacres dans la capitale.
La concession de Nicolas Perreau ne dure pas longtemps. Elle est résiliée par l’Assemblée nationale en 1790. Toute personne désirant conduire un fiacre peut alors le faire et le nombre des voitures augmente fortement. Les autorités préfectorales parisiennes instaurent alors un système d’autorisations préalables pour toute mise en service d’une voiture.

### XIXesiècle
Trente années plus tard, en 1820, 2 000 voitures circulent dans Paris pour 750 000 habitants et 104 emplacements de stationnement sont réservés. Une société en commandite est créée en 1855 avec l’autorisation de Napoléon III. Elle augmente le nombre de fiacres de 500 et obtient en 1862 le monopole du stationnement dans la capitale pour un demi-siècle.
En 1866, les courses des fiacres s’allongent avec l’élargissement de la capitale. Afin d’aligner les tarifs à cette évolution, Napoléon III augmente de 30 % le tarif des courses et détruit le monopole de la société commanditée, alors indemnisée. À partir de 1877, tout nouveau cocher souhaitant acquérir son diplôme de conducteur doit passer devant une commission d’examen. Cette même année, les premiers compteurs kilométriques font leur apparition. En 1890, 7 800 fiacres circulent.
Le fiacre électrique est testé pour la première fois en 1897 à Paris. Il peut transporter jusqu’à trois personnes et aller jusqu’à 20 km/h. Il n’est pas rentable et est abandonné en 1902. À sa place, les voitures de louage à moteur se développent. Les cochers, dits « automédon », n’ont aucune fixation précise de leurs tarifs et ne sont alors soumis à aucune réglementation, la profession étant nouvelle.

### XXesiècle
En 1909, afin d'informer la clientèle du tarif pratiqué par les « automédons », le « taxe-mètre » fait son apparition. Il permet d’établir le prix de la course selon le temps d’occupation du véhicule et la distance parcourue. Le terme « taxa-mètre » se transforme rapidement en « taxi-mètre » et donne finalement naissance à l’appellation « TAXI ».
Les 23 et 24 mai 1911, les chauffeurs de taxis français font leur première grève, pour protester contre la nouvelle taxation du benzol, utilisé alors comme carburant. Les chauffeurs réfractaires au mouvement sont l’objet de démonstrations hostiles.
En 1914, 1100 taxis parisiens ont été réquisitionnés par le Général Gallieni afin de convoyer des troupes vers le front, ce qui contribua à donner aux Français la victoire dans la bataille de la Marne. Les taxis de la Marne entrent ainsi dans l’Histoire et symbolisent la solidarité nationale. La guerre a de graves conséquences sur le nombre de taxis à Paris qui chute de 10 000 à 3 000 en un an.
En 1921, les premiers syndicats de taxi font leur apparition. La France compte alors 21 000 taxis pour seulement 9 000 chauffeurs. En 1934, la crise du transport en taxi est toujours aussi présente et le nombre de taxis redescend à 3 000 pour remonter à 13 000 en 1934. Le gouvernement envisage de limiter le nombre de voitures et le temps de travail des chauffeurs est limité à dix heures par jour. En 1938, l’horodateur apparaît afin de surveiller le temps de travail des chauffeurs de taxi et le service de police, les « Boers », est créé afin de contrôler leur activité. La même année, les syndicats des taxis se regroupent et forment la Fédération Nationale des Artisans du Taxi (FNAT). Elle est officiellement déclarée en 1939 et obtient une subvention pour l’essence, pour les taxis parisiens et provinciaux.
Avec la Seconde Guerre mondiale et la crise de l’énergie qu’elle provoque, les taxis disparaissent presque totalement et ceux restants utilisent le gazogène. Des vélos taxis et des calèches réapparaissent avec des tarifs forfaitaires.
En 1945, les taxis refont peu à peu surface. Ils sont 1 000 dans la capitale. Deux années plus tard, le F.N.A.T devient le seul organisme sous-répartiteur[Quoi ?] dans le domaine du taxi et se penche sur la réglementation et sur l’approvisionnement en énergie. En 1948, les conducteurs propriétaires de leurs véhicules obtiennent ainsi le statut d’artisan. Alors que l’essence est en vente libre, le nombre de taxis remonte significativement. En 1950, les chauffeurs de taxi réclament l’instauration d’une carte professionnelle et l’adoption d’une assurance obligatoire pour tous les automobilistes, ainsi que la remise en vigueur de leur subvention sur l’essence. En 1953, le signal lumineux « TAXI » doit obligatoirement se trouver sur tous les toits des taxis.
Le premier central radio de taxis est créé en 1956 à Paris et les chauffeurs doivent obligatoirement, à partir de 1959, s’équiper d’une imprimante afin de donner aux clients qui le souhaitent une facture, appelée à l’époque « bulletin de voiture ».
Jusque-là sous la tutelle du ministère du Travail, les taxis passent sous l’autorité du ministère de l’Intérieur en 1961. Les premières bornes téléphoniques apparaissent en parallèle à Lille. En 1963, le Conseil de Paris tente de supprimer le droit de transfert des autorisations de stationnement des artisans. La Cour de cassation le réinstaure. Elles ne sont plus transmissibles à partir de 1967. Un arrêté interpréfectoral relève alors les prix des taxis afin de les aligner à la hausse générale des prix dans le pays et autorise les chauffeurs à fractionner leur journée de travail grâce à des plaques horaires.
En 1968, les chauffeurs de taxi se joignent au mouvement étudiant national et sont reçus le 12 juin par le maire de Paris, en présence des représentants des ministères concernés par leur secteur. Ils obtiennent alors plusieurs avantages concernant leurs tarifs et la taxation des carburants. Dans chaque département, les tarifs sont uniformisés. En 1973, le transfert des autorisations de stationnement est finalement légalisé lorsque l’autorisation a été exploitée plus de cinq années uniquement. Les conducteurs ont également l’obligation de réaliser une visite médicale et de soumettre leur véhicule à un contrôle technique.
La Fédération Française des Taxis de Province (FFTP) est créée en 1978. C’est la seconde fédération de taxis en France. Suit la troisième en 1983, la Fédération Nationale des Taxis Indépendants (FNTI).
L’année 1987 est marquée par la fixation des tarifs des taxis, applicable à tous les départements sur la base d’une course théorique de jour de sept kilomètres et de six minutes de ralenti. Le prix est valorisé une fois par an et fixé par le ministère de l’Économie. Les tarifs dans un même département doivent donc être strictement identiques.
En 1995, l’appellation « TAXI » est définie précisément par une loi redéfinissant la profession. Seuls les véhicules disposant d’une autorisation de stationnement et équipés du signal lumineux, d’un compteur horokilométrique et d’une plaque de stationnement peuvent être appelés « TAXI ». Chaque conducteur doit également obtenir un certificat professionnel et passer un examen.
En 2000, les taxis sont au nombre de 44 000 en France, 15 000 en Île-de-France et 29 000 en province.

#### L'évolution réglementaire du transport des malades assis et l'implication progressive des taxis
En 1997, les chauffeurs de taxi obtiennent le droit de transporter des malades assis, jusque-là réservé aux ambulances et aux véhicules sanitaires. Cette mesure a pour conséquence que les transports sanitaires financés par la collectivité représentent dans les années 2000 jusqu'à 90 % du chiffre d'affaires des taxis en zone rurale. Elle a également pour effet une forte hausse des dépenses de transport sanitaire due à l'augmentation du recours à la médecine ambulatoire, entraînant une croissance des transports de malades et un triplement des dépenses de taxis de 2003 à 2023. Les taxis n’ont pas d’influence sur les volumes de prescription des médecins ni sur les tarifs fixés par la Préfecture, ce sont les établissements hospitaliers qui organisent les calendriers des soins et donc la fréquence des trajets.
Les taxis transportant des malades dont les déplacements sont pris en charge par le tiers-payant doivent suivre une formation spécifique et accepter d’appliquer des remises sur le tarif préfectoral dans le cadre d’une convention quinquennale. Un taxi dit conventionné appose un autocollant bleu « taxi conventionné » avec la lettre C sur son véhicule et se dote d’un lecteur de Carte Vitale pour la prise en charge des frais de déplacement par la Sécurité Sociale.
Les taxis conventionnés permettent d’absorber la hausse structurelle du besoin de transport médical liée au vieillissement de la population alors que le nombre d’hospitalisation croît très rapidement chez les seniors qui représentent plus de 20 % de la population française totale (et devraient être plus de 20 millions d'ici à 2070).
Le développement des taxis conventionnés participe également à la réduction des coûts menée par les hôpitaux qui privilégient les hospitalisations de jour aux hospitalisations complètes avec des séjours de plusieurs nuits. L’augmentation du nombre d’aller-retours des patients vers l’hôpital en taxi conventionné entraîne un surcoût pour l’Assurance Maladie qui reste bien inférieur à l’économie des nuits d’hôpital. Les trajets en taxis sont également plus économiques pour l’Assurance Maladie qu’un déplacement en ambulance.

#### L'accord du 28 mai 2008
Dans un accord signé le 28 mai 2008 avec l'ensemble des organisations professionnelles, le ministère de l'Intérieur, compétent à l'époque, a décidé les mesures suivantes :
- Augmentation à 20 000 taxis parisiens avant 2012 (il y en avait 15 300 fin 2007 et 1200 ont déjà été ajoutés fin 2008) ;
- Amélioration de la visibilité des véhicules par usage d'un nouveau « lumineux » et adoption de véhicules bicolores (toit/carrosserie) ;
- Mise en place de factures automatisées avec les nouveaux taximètres ;
- Création d'une voie réservée aux taxis sur la voie de gauche de l'Autoroute A1 entre l'aéroport de Paris-Charles-de-Gaulle et Paris.

#### L'évolution de la signalétique lumineuse
Conformément à l’arrêté du 13 février 2009 relatif aux dispositifs répétiteurs lumineux de tarifs pour taxis, la signalétique lumineuse des taxis a évolué afin de la rendre plus visible et intuitive pour les usagers. La nouvelle génération de lumineux prévoit une signalisation verte lorsque le taxi est libre et rouge lorsqu'il est occupé. Les taxis français ont eu jusqu'au 31 décembre 2011 pour évoluer vers ce nouveau lumineux.

#### La loi Thévenoud du 1er janvier 2015
La loi Thévenoud, votée le 1er octobre 2014 et entrée en vigueur le 1er janvier 2015, a pour objectif de répondre aux revendications des chauffeurs de taxis face aux pratiques jugées « illégales » et « déloyales » des plateformes VTC.
Dans ce contexte tendu entre chauffeurs de taxis et plateformes VTC, la loi dispose l’application des mesures suivantes,: 
- Les taxis ont le monopole de la maraude tandis que les VTC et les véhicules motorisés à deux ou trois roues ne peuvent prendre en charge des clients que sur réservation préalable.
- Un exploitant de taxi doit disposer d’une autorisation de stationnement (ADS), souvent appelée « licence », tandis qu’un exploitant de VTC doit être inscrit sur le registre des VTC.
- Le « retour à la base » : dès l’achèvement d’une prestation, un chauffeur de VTC est tenu de retourner au lieu d’établissement de l’exploitant de sa voiture ou dans un lieu, hors de la chaussée, où le stationnement est autorisé.
- L’ensemble des déplacements de cette catégorie de transport se font à titre onéreux avec des conducteurs professionnels, contrairement au covoiturage qui relève de la catégorie du transport privé.
- La création d’un registre de disponibilité des taxis géré par l’Etat leur permet d’être géolocalisés sur la base du volontariat et sans surcoût contrairement aux VTC qui ont l’interdiction d’être repérés par smartphone.
- Les chauffeurs de taxis doivent obligatoirement se munir d’un terminal de paiement par carte bancaire.

#### La loi Grandguillaume du 29 décembre 2016
Malgré la loi Thévenoud, les plateformes de VTC et une partie de leurs chauffeurs détournent le statut de chauffeurs « capacitaires LOTI », conçu pour le transport collectif de personnes, pour faire office de chauffeurs de VTC sans les contraintes d’installation. En 2017, on estimait à 15.000 le nombre de chauffeurs capacitaires LOTI en France.
La loi Grandguillaume, adoptée le 21 décembre 2016, complète la loi Thévenoud pour interdire ce détournement du statut de chauffeurs capacitaires LOTI et pacifier les relations dans le transport public de personnes à la suite des mouvements sociaux déclenchés début 2016 par l’ensemble des conducteurs de taxis, VTC et LOTI.
La loi dispose l’application des mesures suivantes,:
- L’interdiction pour les transporteurs au statut LOTI de proposer des courses dans des véhicules de moins de 10 places dans les agglomérations de plus de 100 000 habitants.
- La mise en place d’un tronc commun d’examen pour les taxis et VTC organisé par la Chambre des Métiers et de l’Artisanat.
- La délégation par les chauffeurs de taxis de l’exploitation d’une ou plusieurs licences de stationnement à des salariés, locataires-gérants ou sociétés.
- La création du statut de centrale de réservation pour les entreprises qui mettent en relation des conducteurs et des passagers pour la réalisation des déplacements.
- La création d’un observatoire national qui centralise les données publiques du secteur gérées par différents organismes (registres de disponibilités de taxis, registre des exploitants VTC, registres départementaux des conducteurs de VTC et des conducteurs de taxis, registres des entreprises de transport public routier de voyageurs…).
- L’obligation pour les taxis d’accepter le paiement par carte bancaire, quel que soit le montant du prix.
- Pour continuer d’exercer en tant que chauffeur de VTC, il est proposé aux chauffeurs capacitaires LOTI deux solutions : obtenir une équivalence de chauffeurs VTC en justifiant de 1600 heures d’activité ou passer l’examen de chauffeur VTC.

## Conditions légales

### L'encadrement du secteur du taxi par une réglementation adaptée
Le secteur du taxi est fortement réglementé pour protéger à la fois le chauffeur et le passager. 

#### La licence
La licence ou Autorisation de Stationnement est l’autorisation administrative (ADS) donnant le droit aux seuls taxis de circuler ou s’arrêter sur la voie publique en quête de clientèle. Par cette ADS, le taxi est le seul transport de personnes autorisé légalement à stationner ou circuler sur la chaussée quand il n’est pas occupé à transporter un client.
L'obtention d'une AdS est soumise au préalable pour le pétitionnaire à inscription sur liste d'attente en mairie ou à la préfecture et à avis consultatif de la Commission Locale des Transports Publics Particuliers de Personnes. Délivrée gratuitement par la Préfecture de Police de Paris ou la Mairie, la licence répond à des enjeux clés à l’échelle de la ville, pour le passager et le chauffeur. 
En effet, la limitation du nombre de licences – qui s’élève aujourd’hui à environ 60 000 en France – a vocation à mieux répartir l’espace urbain entre les différents usagers, notamment à Paris. Malgré diverses contestations, cette régulation contribue à assurer à la fois la sécurité des passagers, en responsabilisant le chauffeur, et celle des autres usagers de la chaussée. 
À l’échelle locale, la délivrance des licences aux chauffeurs par le maire lui assure la maîtrise de l’organisation de l’espace urbain de sa commune pour répondre au mieux aux besoins locaux de ses habitants en termes de mobilité. 
La revente de licences est soumise à une stricte réglementation depuis la promulgation de la loi du 1er octobre 2014 relative aux taxis et aux véhicules de transport avec chauffeur. En effet, un chauffeur de taxi ne peut pas acheter une licence qu’un taxi a obtenue à titre gratuit après cette date. Cependant, si le chauffeur de taxi a obtenu sa licence gratuitement avant le 1er octobre 2014, il est en mesure de la revendre mais seulement après 15 années minimum d’utilisation effective et continue. L'article L. 3121-2 du code des transports qui fondait le droit de présentation des taxis a été réformé en conséquence.
De surcroît, un chauffeur de taxi peut revendre une licence achetée à condition de comptabiliser au moins 5 ans d'utilisation sans arrêt. En janvier 2013, le montant de la transaction a pu atteindre 240 000 euros à Paris. Globalement à Paris, le prix de la licence est passé en monnaie constante de 27 000 euros en 1974 à 205 000 euros en 2009.

#### Le temps de travail
Le temps de travail des taxis est strictement encadré. A Paris, avec une demande 24/7, le temps de travail quotidien des chauffeurs de taxis est limité à 11h00 afin de leur assurer un temps de repos suffisant. De surcroît, pour ne pas cumuler les heures de travail, les chauffeurs ont l’interdiction d’exercer une autre profession. 

#### La formation
La formation initiale à l’examen d’entrée à la profession de taxis est encadrée par la création d’écoles de formation dont l’agrément a été instauré en 1995. L’agrément est délivré par le préfet du département où est situé le centre de formation ou, s’il est situé dans la commune de Paris, le préfet de Police. Cependant, il n’y a pas d’obligation de formation dans une école pour préparer l’examen. Il est donc possible de se présenter en candidat libre.

#### L'examen d'entrée à la profession[28]
L’examen d’entrée à la profession de taxi est strictement encadré pour assurer la meilleure sélection des candidats concourant. Depuis 2017, l’organisation de l’examen du secteur du transport public particulier de personnes est géré par les Chambres de Métiers et de l’Artisanat de niveau régional. L’examen comporte des épreuves communes de taxi/VTC/VMDTR, dites de tronc commun, et des épreuves spécifiques à chacune de ces professions. Il est composé d’une phase d’admissibilité fondée sur des épreuves écrites et d’une phase d’admission avec des épreuves pratiques.
Les candidats déclarés admis à l’épreuve d’admission se voient délivrés une attestation d’aptitude professionnelle établie par la Chambre de Métiers et de l’Artisanat départementale.

### Obligations et interdictions
Une fois l’ADS délivrée, le chauffeur de taxi peut exercer son métier, mais il a encore un certain nombre de devoirs et de règles à respecter :
- Il est obligé de détenir une licence, valable cinq ans et attribuée gratuitement par la Préfecture ou la mairie.
- Il doit réaliser un contrôle technique annuel de son véhicule à sa charge effectué par un organisme agréé par l’Etat et suivre une formation continue avant l’expiration du délai de 5 ans à compter de la date de délivrance de sa carte professionnelle.
- Il est obligé de prendre en charge tout client sauf si celui-ci est accompagné d’un animal (mis à part les chiens d’aveugle) ou en état d’ébriété avancée ou s’il se trouve à moins de 50 mètres d’une station de taxis avec un taxi libre. Refuser un client pour une autre raison est passible de 1 500 euros d’amende[30]. Le chauffeur de taxi peut cependant refuser un client si la course se déroule en dehors de sa zone d'activité, si elle dépasse la limite de son temps de travail et si l'hygiène à bord du véhicule ne pourra pas être assurée.

- Il n’est pas obligatoire de porter une ceinture de sécurité pour le chauffeur de taxi[30].

- Il a pour obligation d’emprunter le chemin le plus court, sauf si le client désire en emprunter un autre.

- L’utilisation d’un siège auto ou d’un rehausseur pour les enfants n’est pas obligatoire dans les taxis mais certaines sociétés de taxis proposent en option des sièges bébé pour faciliter le transport d'enfants à bord[29].
- Depuis le 1er janvier 2015, date à laquelle est paru le décret d'application de la loi Thévenoud, les taxis doivent être obligatoirement équipés d'un terminal de paiement pour carte bancaire[31].

### Les caractéristiques techniques du véhicule

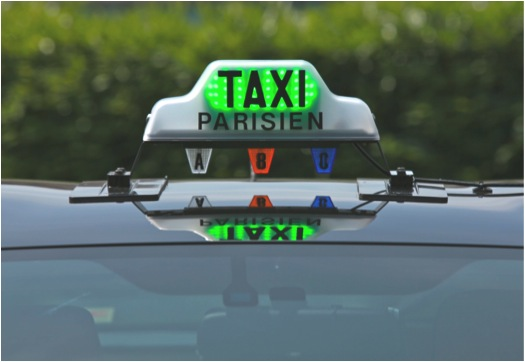
Nouveaux lumineux de taxis vert et rouge

En France, les véhicules destinés à l'activité de taxi doivent être des automobiles de neuf places assises au plus, y compris celle du conducteur, donc être de catégorie véhicule léger.
Les véhicules doivent être équipés d'un signal extérieur, « taxi », appelé « lumineux », placé sur le toit du véhicule et indiquant si le véhicule est en service ou non. Lorsque le lumineux est allumé, le taxi est en service et LIBRE, lorsque le lumineux est éteint, le taxi est aussi en service, mais pas forcément LIBRE. Si le lumineux est occulté (noir) le taxi n'est pas en service. Le tarif appliqué lors d'une course est indiqué par un répétiteur éclairé (a, b, c ou d) (a, b, c pour Paris) sous le lumineux en fonction de la tranche horaire (jour ou nuit) et de la zone géographique dans laquelle se trouve le taxi.
Conformément à une réforme du ministère de l'Intérieur, la signalétique lumineuse des taxis évolue afin de la rendre plus visible et intuitive pour les usagers. La nouvelle génération de lumineux prévoit donc une signalisation verte lorsque le taxi est libre et rouge lorsqu'il est occupé. Les taxis français ont eu jusqu'au 31 décembre 2011 pour évoluer vers ce nouveau lumineux.

### Les conditions d'exploitation
Les conditions d'exploitation des taxis y sont régies par la loi no 95-66 du 20 janvier 1995, Décret no 95-935 du 17 août 1995.

### La tarification
Le prix des courses est défini par l'État, par l'intermédiaire des Préfectures qui agréent un tarif départemental. Le taxi facture une prise en charge forfaitaire puis un prix combinant la distance parcourue et le temps écoulé en utilisant l'un des quatre types de tarifs (trois sur Paris) définis par la période de la journée (jour/nuit) et le type de service (course aller ou aller/retour):
- Tarif A (lampe blanche située sous le "lumineux" sur le toit de la voiture) : course de jour avec retour en charge à la station.
- Tarif B (lampe jaune) : course de nuit, dimanche et jours fériés avec retour en charge à la station (course dite « circulaire »).
- Tarif C (lampe bleue) : course de jour avec retour à vide à la station.
- Tarif D (lampe verte) : course de nuit, dimanche et jours fériés avec retour à vide à la station.

En 2022, le tarif minimum d'une course reste fixé à 7,30 € pour tous les taxis (parisiens et non parisiens). 
Des suppléments particuliers peuvent être autorisées par le tarif (nombre de bagages, nombre de passagers, départ de lieux particuliers, comme gares ou aéroports).
Les courses doivent obligatoirement être effectuées avec le compteur en marche.
Des tarifs forfaitaires sont en vigueur pour toutes les courses directes des taxis entre Paris et les aéroports de Roissy-Charles-de-Gaulle et d’Orly (dans les deux sens) et en lien avec l’aéroport de Nice Côte d’Azur depuis Cannes, Monaco, Nice-centre et Cap d’Antibes.

## L'exercice de la profession

### Les sociétés de taxis
Il existe plusieurs sociétés de taxis en France, dont les plus importantes sont situées à Paris.
- Sociétés de taxis parisiens : Taxis G7, Slota, Gescop, MDJ Transport...
- En province : Taxi radio Marseille, Allo taxi, Taxi Lyonnais, Taxi 13 (strasbourg), Lillotaxi[35], Taxi union (Lille), Taxi Capitole (Toulouse), Taxi Lille Réservation...

### La création du statut de centrale de réservation
Depuis 2016, avec l’entrée en vigueur de la loi Grandguillaume, les sociétés de taxis qui mettent en relation des conducteurs et des passagers pour la réalisation de déplacements obtiennent le statut légal de centrale de réservation . 
Ces centrales de réservation doivent se conformer à certaines obligations dont vérifier que leurs chauffeurs exercent leur activité en toute légalité, communiquer chaque année à l’administration et à sa demande toutes les données et informations utiles pour vérifier qu’elles appliquent bien les règles en vigueur.
Elles doivent faire l’objet d’une déclaration annuelle obligatoire auprès du Ministère des transports qui recense l’ensemble des centrales de réservation en activité.

### Le contrôle des taxis

#### Les Boers
À Paris et petite couronne ainsi que sur les deux grandes zones aéroportuaires parisiennes d'Orly et de Paris-Charles-de-Gaulle, le « groupe taxi transport de personnes », au sein de la Direction de l'ordre public et de la circulation de la préfecture de police de Paris est chargé de contrôler les taxis, les autres véhicules relevant des réglementations du transport public routier de personnes (petite et grande remise, navettes affrétées par des sociétés, etc.).
Les policiers de ce groupe sont communément appelés les « Boers ». Ce terme vient de l'argot bourre, mot qui désignait un policier au début du XXe siècle, mot déformé par les immigrés Russes blancs qui, après la révolution bolchévique, se réfugièrent à Paris et devinrent pour beaucoup cochers ou taxis.
Son effectif en 2014 est de 80 fonctionnaires de police à Paris pour presque 20 000 taxis et un nombre indéterminé de taxis clandestins, soit environ 1 policier pour 250 taxis. Ils contrôlent tous les types d’abus des chauffeurs de taxi et des taxis clandestins. 

### Les taxis clandestins
Il s'agit de taxis exerçant sans autorisation, ils risquent un an d'emprisonnement et 15 000 euros d'amende.
Le mode de fonctionnement des taxis clandestins est simple. Ils se déplacent en majorité vers les gares et les sorties de boite de nuit, ainsi qu’à côté des portes de Paris. Ils sont également nombreux en banlieue, une zone moins surveillée par les Boers.

## Enjeux

### Question de la dérégulation
L’activité des taxis est particulièrement régulée en France. Le nombre de licences délivrées, les tarifs et les conditions d’exercice de la profession suivent ainsi des règles précises, limitant parfois le potentiel d’innovation du secteur.
Malgré ce cadre réglementaire strict, la déréglementation de l'activité ou sa libéralisation partielle est préconisée depuis longtemps par plusieurs rapports officiels. Ainsi, le comité Rueff-Armand réuni en 1959 par Charles de Gaulle écrit à propos des taxis parisiens dans son rapport que « la limitation réglementaire du nombre des taxis nuit à la satisfaction de la demande et entraîne la création de « situations acquises », dont le transfert payant des autorisations de circulation est la manifestation la plus critiquable ». En 2003, la situation est identique et le rapport Camdessus écrit que « la solution ne réside vraiment que dans l’augmentation du nombre de licences ».
En 2008, la Commission Attali préconise à nouveau l'ouverture de la profession et la fin de la restriction du nombre de taxis. Il se fonde sur une étude de l'OCDE sur la suppression des licences de taxis en Nouvelle-Zélande en 1988 par le gouvernement travailliste de David Lange ; le nombre de taxis avait augmenté de deux tiers dans les cinq années qui avaient suivi.
En avril 2009, une étude de l’Institut de droit de la concurrence préconise « une augmentation d’au moins 75 % du nombre de taxis », « avant d’annuler la rente dont bénéficient actuellement les détenteurs de licences du fait du rationnement du nombre de taxis ».
Depuis 2010, la question de la dérèglementation et de l’augmentation du nombre de licences se pose régulièrement dans un contexte où l’arrivée des sociétés de voiture de tourisme avec chauffeur (VTC) accroît la concurrence avec le secteur des taxis. Le statut juridique de VTC a été créé par la loi Novelli du 22 juillet 2009 qui a fortement contribué au développempent des entreprises de VTC en France. 
Pour régler les conflits récurrents entre VTC et chauffeurs de taxis, les taxis recommandent plus de réglementations afin que les plateformes VTC soient interdites ou soumises aux mêmes règles contraignantes qu’eux. Les plateformes VTC, de leur côté, prônent l’innovation et le gain pour le consommateur, argument qui ne tient pas compte de la modernisation du secteur des taxis entreprise à cette même époque.
Cette problématique a été tranchée avec la loi du 29 décembre 2016, dite loi Grandguillaume, qui vise à réguler le secteur du transport public particulier de personnes.
Un retour progressif vers une plus forte régulation du secteur est observé afin d’assurer la sécurité du passager (face aux VTC clandestins) et de limiter les externalités négatives (pollution, bruit, saturation de la chaussée). Pour remédier à cette situation, l’accord du ministère de l’Intérieur de 2008 prévoyait un objectif de 20 000 taxis en circulation à Paris d’ici en 2012 avec l’ajout de 1 200 taxis dès fin 2008. Ils sont aujourd’hui 18 500 en circulation à Paris, un nombre encore insuffisant pour couvrir l’ensemble de la demande. Plus récemment, un arrêté de décembre 2021 a acté la création de 300 nouvelles licences de taxis par an pour anticiper l’échéance des Jeux olympiques 2024 . 

### Problématique des taxis parisiens
Le nombre de taxis parisiens, qui a culminé à 25 000 en 1920, à la suite d'une libéralisation, puis une loi du Front populaire contingenta de nouveau leur nombre à 14 000 en 1937. Malgré le léger relèvement du nombre à 14 300 en 1967 et 14 900 en 1990, la pénurie est sensible à Paris, ses quatre-vingts communes limitrophes et ses aéroports. Le préfet de police annonce en 2003 une augmentation limitée de 1 500 licences sur cinq ans.
L'imperfection de ce marché reste, par le contingentement du nombre, par la réglementation des prix, qui sont encore fixés par le ministère des Finances et par les conditions de circulation. En février 2012, on compte 18824 taxis parisiens.
Le décret paru le 10 décembre 2021 vise à renforcer le déploiement des véhicules électriques et hybrides rechargeables dans le parc de taxis et VTC. 

### Aéronef

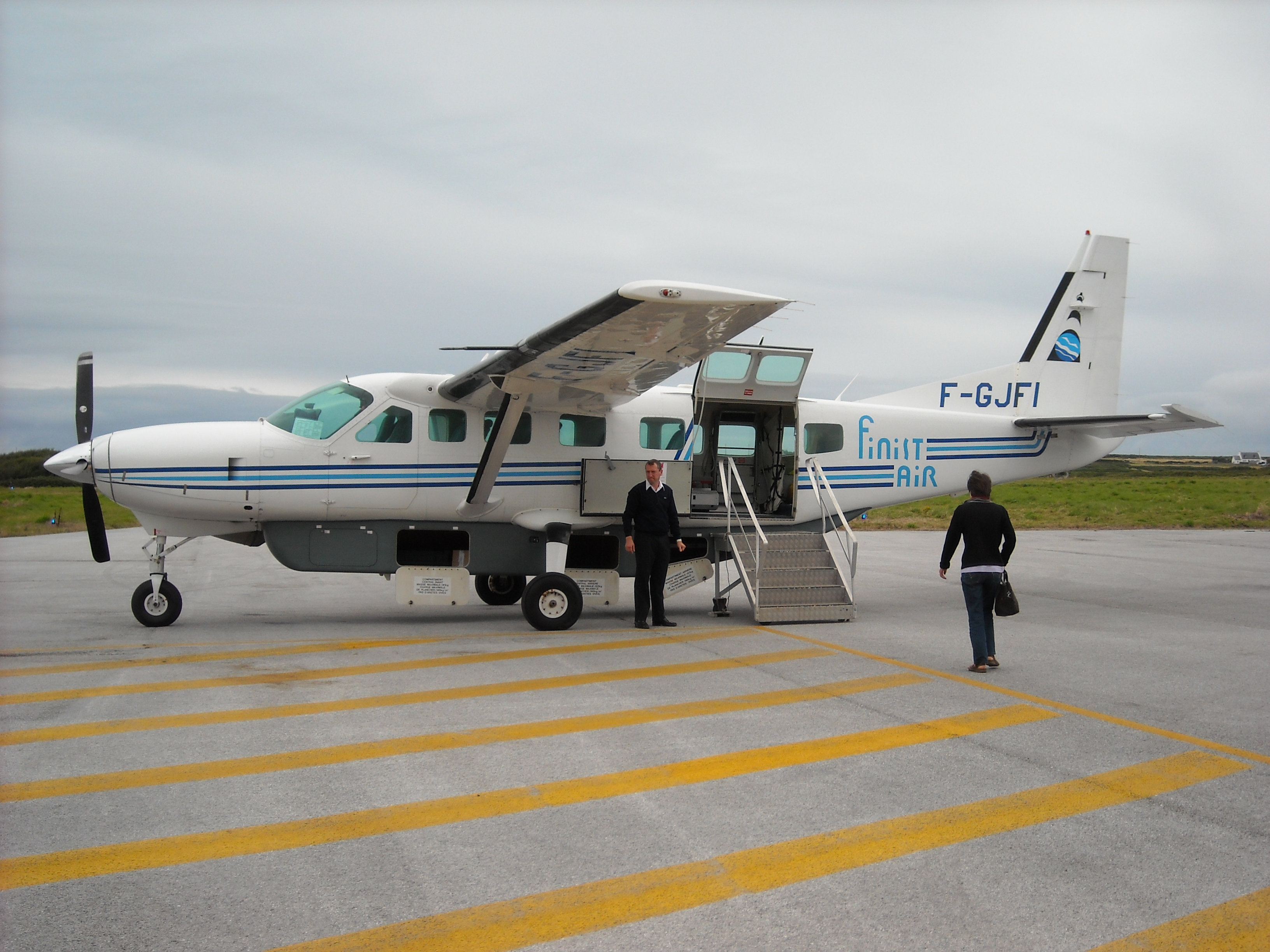
Un avion d'affaires, avion-taxi.

Il s'agit d'une activité aéronautique de nature commerciale qui permet de transporter quelques passagers à des horaires et sur des itinéraires négociés. Elle est utilisée sur une ligne aérienne entre une île et le continent, entre des îles, pour aller dans un village isolé de haute montagne, par les hommes d'affaires pour les amener sur le lieu de leur réunion. Le type et la taille des appareils sont très variables. Certaines compagnies ou gouvernements utilisent des avions de transport commercial comme avion d'affaires. L'avion est alors équipé de quelques cabines luxueuses destinées aux dirigeants et d'une cabine standard pour les accompagnateurs.
Cette activité peut aussi utiliser des hélicoptères.

### Ambulance
Une ambulance est un véhicule spécialement adapté et aménagé pour permettre le transport des personnes malades, blessées ou parturientes (femme sur le point d'accoucher) vers un établissement hospitalier.

### Bateau

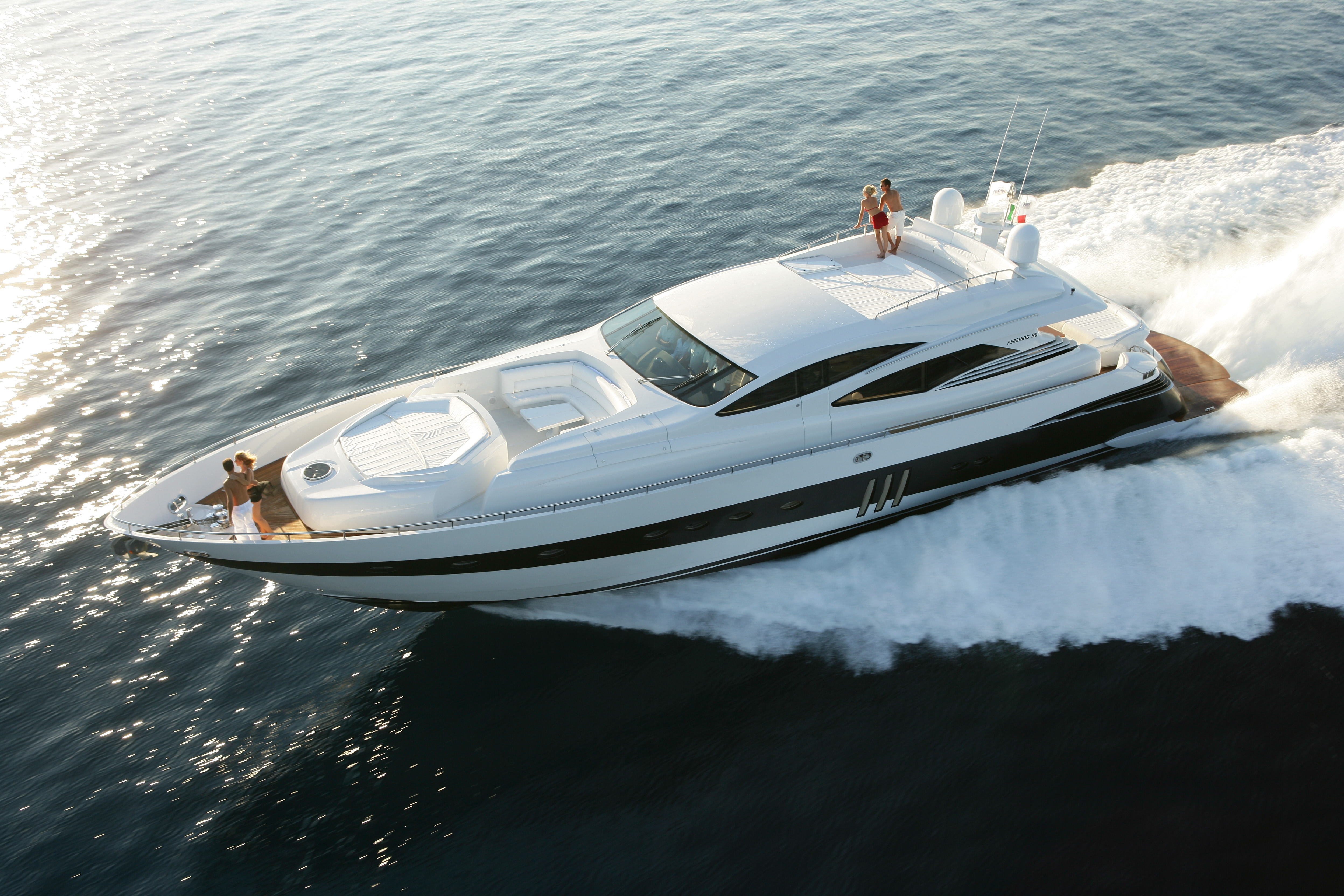
Yacht charter conduits par un équipage professionnel

Le navire de plaisance à utilisation commerciale approuvé, est un navire conçu pour la plaisance dont l’exploitation est une activité commerciale d'entreprise par contrats de transport de passagers : au temps, ou au voyage, ou encore par une billetterie de passage, de plus ce navire est fourni avec un équipage professionnel , en France immatriculé au registre international français. Ces navires sont limités :
- à 12 passagers en plus des membres d'équipage, accompagnateurs, moniteurs...
- à 30 personnes en tout dans un voilier naviguant dans les eaux nationales de France [52].

Type de bateaux :
- Bateaux pour excursions journalières :
 ce sont les bateaux qui ne peuvent recevoir et transporter des passagers que pour des seules prestations de promenades et ou de restauration et qui excluent toutes possibilités d'hébergement à bord.
- Bateaux à cabines :
 ce sont les bateaux équipés et agréés à cette fin pouvant recevoir, transporter et héberger à son bord des passagers.

Les permis professionnels de bateau de plaisance à utilisation commerciale sont du type capitaine de yacht 200 ou 500 ou 3 000 en fonction de la taille du yacht 200 ou 500 ou 3 000.

## Les taxis dans les arts
- Les cinq films Taxi, produits par Luc Besson, représentent sous une forme humoristique la profession de taxi en France.
- À Levallois-Perret, ville de proche banlieue parisienne qui comptait dans les années 1910 de nombreux garages, une sculpture représentant un taxi et commémorant l'épisode historique des Taxis de la Marne, a été érigée au lieu d'où partirent les véhicules, renommé depuis « place du 11-Novembre-1918 ».